# El Barrio Casas Coloradas
El Barrio Casas Coloradas är en ort i Mexiko.   Den ligger i kommunen Zempoala och delstaten Hidalgo, i den sydöstra delen av landet, 70 km nordost om huvudstaden Mexico City. El Barrio Casas Coloradas ligger 2 524 meter över havet och antalet invånare är 415.
Terrängen runt El Barrio Casas Coloradas är kuperad åt nordost, men åt sydväst är den platt. Runt El Barrio Casas Coloradas är det ganska tätbefolkat, med 90 invånare per kvadratkilometer. Närmaste större samhälle är Ciudad Sahagun, 12,3 km sydost om El Barrio Casas Coloradas. Trakten runt El Barrio Casas Coloradas består till största delen av jordbruksmark.